# 奥德丽·赫福德
奥德丽·赫福德（英語：Audrey Hefford，1928年10月30日—2014年3月5日），澳大利亚女子草地滚球运动员。她曾代表澳大利亚参加1986年和1990年英联邦运动会草地滚球比赛，其中1986年英联邦运动会获得一枚银牌。